# Gamelia barii
Gamelia barii är en fjärilsart som beskrevs av Jean Baptiste Boisduval 1875. Gamelia barii ingår i släktet Gamelia och familjen påfågelsspinnare. Inga underarter finns listade i Catalogue of Life.